# Coppa del Re 2017 (pallacanestro maschile)
La Coppa del Re 2017  è l'81ª Coppa del Re di pallacanestro maschile.

## Squadre
Le squadre qualificate sono le prime otto classificate al termine del girone di andata della Liga ACB 2016-2017.
1. Real Madrid
2. Valencia Basket
3. Iberostar Tenerife
4. FC Barcelona Lassa

1. Baskonia
2. Herbalife Gran Canaria
3. Unicaja
4. MoraBanc Andorra

## Tabellone
|  | Quarti di finale  | Quarti di finale  | Quarti di finale |             |                | Semifinale     | Semifinale | Semifinale |  |  | Finale | Finale | Finale |  |
|  |                   |                   |                  |             |                |                |            |            |  |  |        |        |        |  |
|  | Saski Baskonia    | Saski Baskonia    | 90               |             |                |                |            |            |  |  |        |        |        |  |
|  | Saski Baskonia    | Saski Baskonia    | 90               |             |                |                |            |            |  |  |        |        |        |  |
|  | Canarias Tenerife | Canarias Tenerife | 81               |             |                |                |            |            |  |  |        |        |        |  |
|  | Canarias Tenerife | Canarias Tenerife | 81               |             | Saski Baskonia | Saski Baskonia | 99         |            |  |  |        |        |        |  |
|  |                   |                   |                  |             | Saski Baskonia | Saski Baskonia | 99         |            |  |  |        |        |        |  |
|  |                   |                   | Real Madrid      | Real Madrid | 103            |                |            |            |  |  |        |        |        |  |
|  | Real Madrid       | Real Madrid       | Real Madrid      | Real Madrid | 103            | 99             |            |            |  |  |        |        |        |  |
|  | Real Madrid       | Real Madrid       |                  |             |                |                |            |            |  |  |        |        |        |  |
|  | Andorra           | Andorra           | 93               |             |                |                |            |            |  |  |        |        |        |  |
|  | Andorra           | Andorra           | 93               |             | Real Madrid    | Real Madrid    | 97         |            |  |  |        |        |        |  |
|  |                   |                   |                  |             |                |                |            |            |  |  |        |        |        |  |
|  |                   |                   | Valencia         | Valencia    | 95             |                |            |            |  |  |        |        |        |  |
|  | Barcellona        | Barcellona        | Valencia         | Valencia    | 95             | 82             |            |            |  |  |        |        |        |  |
|  | Barcellona        | Barcellona        |                  |             |                |                |            |            |  |  |        |        |        |  |
|  | Málaga            | Málaga            | 70               |             |                |                |            |            |  |  |        |        |        |  |
|  | Málaga            | Málaga            | 70               |             | Barcellona     | Barcellona     | 67         |            |  |  |        |        |        |  |
|  |                   |                   |                  |             | Barcellona     | Barcellona     | 67         |            |  |  |        |        |        |  |
|  |                   |                   | Valencia         | Valencia    | 76             |                |            |            |  |  |        |        |        |  |
|  | Valencia          | Valencia          | Valencia         | Valencia    | 76             | 88             |            |            |  |  |        |        |        |  |
|  | Valencia          | Valencia          |                  |             |                |                |            |            |  |  |        |        |        |  |
|  | Gran Canaria      | Gran Canaria      | 72               |             |                |                |            |            |  |  |        |        |        |  |

## Quarti di finale
| Arbitri: | Miguel Ángel Pérez Pérez Jiménez Trujillo Fernando Calatrava |

|             |            |                |
| Larkin 26   | Punti      | 23 Grigonis    |
| Larkin 8    | Assist     | 6 Grigonis     |
| Voigtmann 7 | Rimbalzi   | 10 Abromaitis  |
| Sito Alonso | Allenatori | Txus Vidorreta |

| Arbitri: | Daniel Hierrezuelo Carlos Peruga Francisco José Araña |

|             |            |                  |
| Randolph 25 | Punti      | 27 Shermadini    |
| Llull 11    | Assist     | 4 Albicy         |
| Dončić 10   | Rimbalzi   | 8 Albicy, Stević |
| Pablo Laso  | Allenatori | Joan Peñarroya   |

| Arbitri: | José Antonio Martín Bertrán Antonio Conde Carlos Cortés |

|                        |            |               |
| Dubljević 22           | Punti      | 12 Pasečņiks  |
| Van Rossom 7           | Assist     | 7 Oliver      |
| Dubljević 11           | Rimbalzi   | 6 O'Neale     |
| Pedro Martínez Sánchez | Allenatori | Luis Casimiro |

| Arbitri: | Juan Carlos García González Emilio Pérez Pizarro Sergio Manuel |

|                    |            |            |
| Rice 20            | Punti      | 16 Nedović |
| Rice 7             | Assist     | 3 Nedović  |
| Tomić 6            | Rimbalzi   | 7 Suárez   |
| Giōrgos Mpartzōkas | Allenatori | Joan Plaza |

## Semifinali
| Arbitri: | José Antonio Martín Bertrán Miguel Ángel Pérez Pérez Benjamín Jiménez |

|              |            |                  |
| Beaubois 27  | Punti      | 23 Dončić, Llull |
| Larkin 9     | Assist     | 8 Ayón           |
| Voigtmann 11 | Rimbalzi   | 6 Dončić         |
| Sito Alonso  | Allenatori | Pablo Laso       |

| Arbitri: | Juan Carlos García González Antonio Conde Fernando Calatrava |

|                    |            |                        |
| Tomić 17           | Punti      | 16 San Emeterio        |
| Renfroe 6          | Assist     | 6 Van Rossom           |
| Tomić 15           | Rimbalzi   | 8 Sikma                |
| Giōrgos Mpartzōkas | Allenatori | Pedro Martínez Sánchez |

## Finale
| Arbitri: | Juan Carlos García González Antonio Conde Benjamín Jiménez |

| |            | |
| Llull 22 | Punti      | 28 Dubljević |
| Dončić 6 | Assist     | 7 Van Rossom |
| Randolph 7 | Rimbalzi   | 8 Oriola |
| 3 Randolph• 5 Fernández• 9 Reyes• 23 Llull• 44 Taylor 4 Draper• 6 Nocioni• 7 Dončić• 8 Mačiulis• 14 Ayón• 20 Carroll• 21 Hunter | Formazioni | 9 Van Rossom• 14 Dubljević• 17 Martínez• 19 San Emeterio• 43 Sikma 0 Thomas• 8 Diot• 10 Sato• 16 Vives• 18 Oriola• 30 Sastre• 55 Kravcov |
| Pablo Laso | Allenatori | Pedro Martínez Sánchez |